# 苯草醚

苯草醚的合成

苯草醚是一种含氮有机氯化合物，分子式C
12H
9ClN
2O
3，属于二苯醚类除草剂，1980年代开发。